# 부산광역시 축구협회
부산광역시 축구협회(Busan Football Association)는 부산광역시에 위치한, 대한축구협회 산하의 축구 협회이다.

## 같이 보기
- 대한축구협회